# Sci di fondo ai XXI Giochi olimpici invernali - Inseguimento femminile
Nello sci di fondo ai XXI Giochi olimpici invernali la gara a inseguimento femminile sulla distanza di 15 km si disputò il 19 febbraio 2010 sul percorso che si snodava nel Whistler Olympic Park e presero parte alla competizione 66 atlete. Dalle ore 13:00 si disputò la frazione a tecnica classica sulla distanza di 7,5 km e con un dislivello di 71 m; in seguito si svolse la frazione a tecnica libera, sempre sulla distanza di 7,5 km ma con un dislivello di 40 m.
Detentrice del titolo era l'estone Kristina Šmigun-Vähi, vincitrice a Torino 2006.

## Classifica
| Posizione | Atleta                     | Nazione    | Tempo 15 km a tecnica classica | Posizione 15 km a tecnica classica | Tempo del cambio degli sci | Tempo 15 km a tecnica libera | Posizione 15 km a tecnica libera | Tempo totale | Distacco |
| --------- | -------------------------- | ---------- | ------------------------------ | ---------------------------------- | -------------------------- | ---------------------------- | -------------------------------- | ------------ | -------- |
| 1         | Marit Bjørgen              | Norvegia   | 21:00,8                        | 2                                  | 25,8                       | 18:31,5                      | 1                                | 39:58,1      |          |
| 2         | Anna Haag                  | Svezia     | 21:04,5                        | 4                                  | 24,7                       | 18:37,8                      | 2                                | 40:07,0      | +8,9     |
| 3         | Justyna Kowalczyk          | Polonia    | 21:02,2                        | 3                                  | 23,2                       | 18:42,0                      | 4                                | 40:07,4      | +9,3     |
| 4         | Kristin Størmer Steira     | Norvegia   | 21:05,1                        | 5                                  | 22,7                       | 18:39,7                      | 3                                | 40:07,5      | +9,4     |
| 5         | Aino-Kaisa Saarinen        | Finlandia  | 21:00,7                        | 1                                  | 21,9                       | 19:18,0                      | 7                                | 40:40,6      | +42,5    |
| 6         | Therese Johaug             | Norvegia   | 21:06,1                        | 7                                  | 26,9                       | 19:17,0                      | 5                                | 40:50,0      | +51,9    |
| 7         | Marianna Longa             | Italia     | 21:05,5                        | 6                                  | 23,1                       | 19:33,6                      | 14                               | 41:02,2      | +1:04,1  |
| 8         | Charlotte Kalla            | Svezia     | 21:26,4                        | 9                                  | 24,6                       | 19:27,5                      | 11                               | 41:18,5      | +1:20,4  |
| 9         | Arianna Follis             | Italia     | 21:26,0                        | 8                                  | 21,9                       | 19:33,7                      | 15                               | 41:21,6      | +1:23,5  |
| 10        | Sara Renner                | Canada     | 21:28,1                        | 10                                 | 25,5                       | 19:44,3                      | 21                               | 41:37,9      | +1:39,8  |
| 11        | Evi Sachenbacher-Stehle    | Germania   | 21:38,3                        | 12                                 | 26,7                       | 19:32,9                      | 13                               | 41:37,9      | +1:39,8  |
| 12        | Ol'ga Zav'jalova           | Russia     | 21:35,7                        | 11                                 | 26,6                       | 19:36,0                      | 16                               | 41:38,3      | +1:40,2  |
| 13        | Irina Chazova              | Russia     | 22:07,0                        | 18                                 | 28,9                       | 19:20,2                      | 9                                | 41:56,1      | +1:58,0  |
| 14        | Valentyna Ševčenko         | Ucraina    | 22:06,6                        | 17                                 | 24,5                       | 19:27,6                      | 12                               | 41:58,7      | +2:00,6  |
| 15        | Riitta-Liisa Roponen       | Finlandia  | 22:20,4                        | 31                                 | 22,2                       | 19:17,6                      | 6                                | 42:00,2      | +2:02,1  |
| 16        | Silvia Rupil               | Italia     | 22:18,2                        | 28                                 | 24,0                       | 19:19,4                      | 8                                | 42:01,6      | +2:03,5  |
| 17        | Barbara Jezeršek           | Slovenia   | 22:16,2                        | 26                                 | 24,1                       | 19:36,7                      | 17                               | 42:17,0      | +2:18,9  |
| 18        | Sabina Valbusa             | Italia     | 22:11,0                        | 22                                 | 26,8                       | 19:41,6                      | 19                               | 42:19,4      | +2:21,3  |
| 19        | Karine Laurent Philippot   | Francia    | 22:11,5                        | 23                                 | 24,5                       | 19:45,2                      | 22                               | 42:21,2      | +2:23,1  |
| 20        | Masako Ishida              | Giappone   | 21:57,8                        | 14                                 | 24,7                       | 20:01,8                      | 31                               | 42:24,3      | +2:26,2  |
| 21        | Riikka Sarasoja            | Finlandia  | 22:20,8                        | 32                                 | 24,6                       | 19:39,0                      | 18                               | 42:24,4      | +2:26,3  |
| 22        | Nicole Fessel              | Germania   | 22:30,3                        | 36                                 | 28,3                       | 19:26,5                      | 10                               | 42:25,1      | +2:27,0  |
| 23        | Kamila Rajdlová            | Rep. Ceca  | 22:06,0                        | 16                                 | 26,8                       | 19:53,7                      | 25                               | 42:26,5      | +2:28,4  |
| 24        | Katrin Zeller              | Germania   | 21:51,9                        | 13                                 | 27,7                       | 20:07,3                      | 34                               | 42:26,9      | +2:28,8  |
| 25        | Svetlana Šiškina-Malachova | Kazakistan | 22:19,2                        | 29                                 | 25,6                       | 19:42,3                      | 20                               | 42:27,1      | +2:29,0  |
| 26        | Ol'ga Ročeva               | Russia     | 22:07,5                        | 19                                 | 29,1                       | 19:53,9                      | 26                               | 42:30,5      | +2:32,4  |
| 27        | Laura Orgué                | Spagna     | 22:15,2                        | 25                                 | 26,5                       | 19:56,6                      | 28                               | 42:38,3      | +2:40,2  |
| 28        | Elena Kolomina             | Kazakistan | 22:22,5                        | 34                                 | 27,9                       | 19:58,0                      | 29                               | 42:48,4      | +2:50,3  |
| 29        | Katerina Smutna            | Austria    | 22:19,7                        | 30                                 | 28,0                       | 20:02,6                      | 32                               | 42:50,3      | +2:52,2  |
| 30        | Pirjo Muranen              | Finlandia  | 22:10,4                        | 21                                 | 25,7                       | 20:14,4                      | 40                               | 42:50,5      | +2:52,4  |